# Giuseppe Pellegrini (regista)
Giuseppe Pellegrini (Genova, 18 ottobre 1925 – Roma, luglio 1991) è stato un regista e sceneggiatore italiano, attivo fino alla prima degli anni settanta.

## Biografia
Giuseppe Pellegrini inizia la propria attività nella prima metà degli anni sessanta lavorando spesso con il regista Renato Polselli per la stesura di alcune pellicole da lui dirette; specializzatosi nei generi thriller, dirige un unico film nel 1973. 
Probabilmente deluso dalle aspettative non raggiunte con l'attività registica, Pellegrini preferisce continuare a scrivere le sceneggiature per ulteriori colleghi, talvolta curandone la regia della seconda unità. Talvolta gli è stato attribuito lo pseudonimo Joseph Pilgrim, riconducibile a Pino Pellegrino e usato per alcune sceneggiature di film pornografici italiani degli anni ottanta.

## Filmografia

### Regista
- Giorni d'amore sul filo di una lama (1973) (anche sceneggiatura)

### Sceneggiatore
- L'amante del vampiro, regia di Renato Polselli (1960)
- Ultimatum alla vita, regia di Renato Polselli (1962)
- Il mostro dell'Opera, regia di Renato Polselli (1964)
- Mondo pazzo... gente matta!, regia di Renato Polselli (1966)
- 7 donne d'oro contro due 07, regia di Vincenzo Cascino (1966)
- Le 7 cinesi d'oro, regia di Vincenzo Cascino (1967)
- Un giorno, una vita, regia di Albino Principe (1970)

### Regista delle seconde unità
- Il segreto delle rose, regia di Albino Principe (1958)
- Ultimatum alla vita, regia di Renato Polselli (1962)
- Le sette vipere (Il marito latino), regia di Renato Polselli (1964)
- Mondo pazzo... gente matta!, regia di Renato Polselli (1966)
- Le 7 cinesi d'oro, regia di Vincenzo Cascino (1967)